# Footsbarn Theatre
 (août 2022).
Le Footsbarn Theatre ou Footsbarn Travelling Theatre est une troupe de théâtre connue en particulier pour ses adaptations de grands classiques du théâtre, notamment de Shakespeare et Molière.

## Histoire
Le Footsbarn Theatre a été fondé en 1971 en Cornouailles (Grande-Bretagne). Les spectacles étaient alors joués dans une grange (« barn » en anglais) appartenant à la famille Foot, d'où le nom de la troupe.
Après avoir quitté la Grande-Bretagne, la troupe a fini par acheter une ancienne ferme en France au lieu-dit La Chaussée dans la commune de Maillet (département de l'Allier). Ce lieu est encore en 2021 leur base, la troupe jouant durant l'année dans toute la France ou en Grande-Bretagne mais aussi en Irlande, Portugal et Inde,.
La compagnie organise également chaque été à La Chaussée un festival de théâtre et musique.